# François-Marie-Benjamin Richard de la Vergne

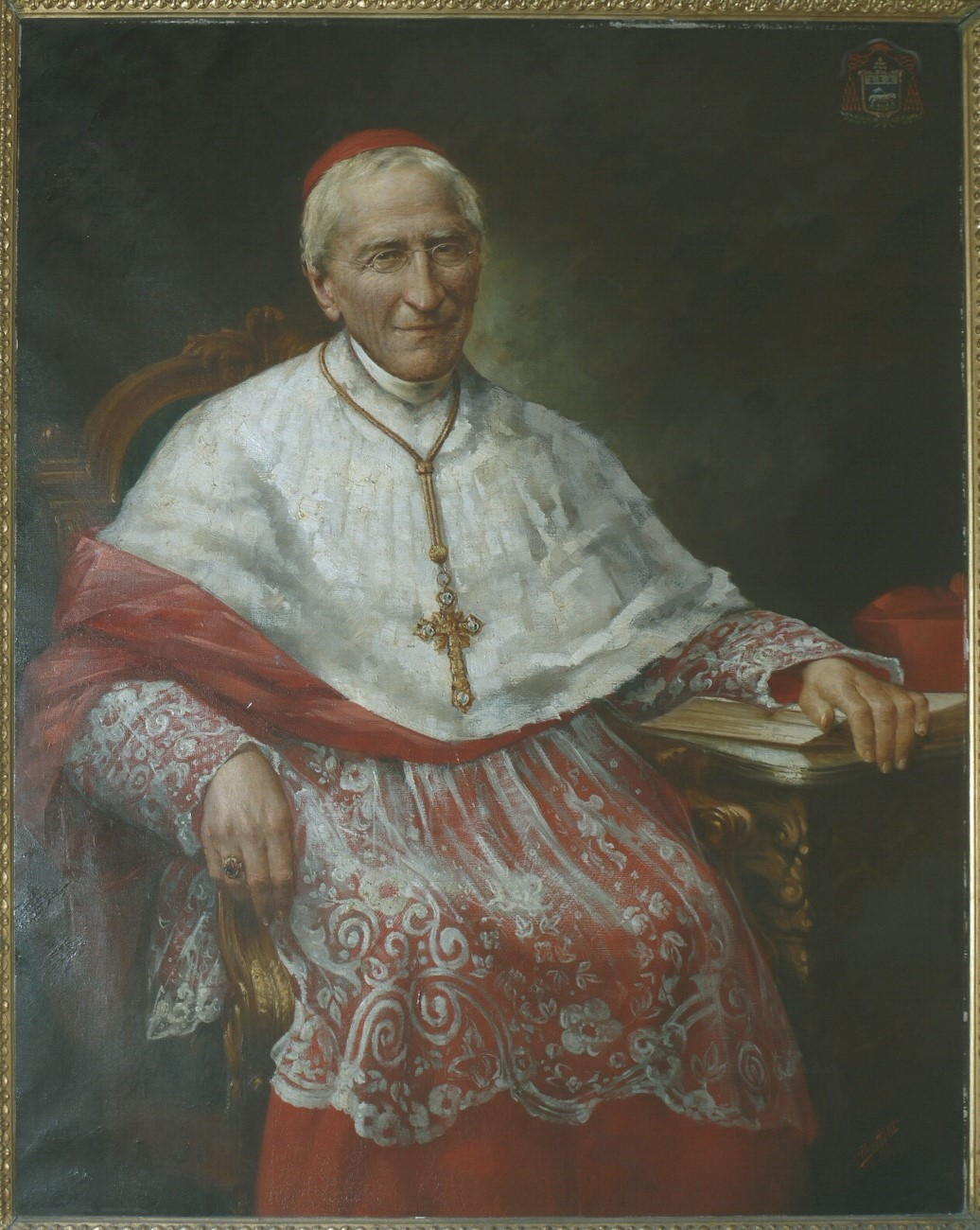
François Kardinal Richard de la Vergne (Gemälde um 1900)

Kardinalswappen

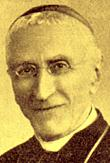
Kardinal Richard de la Vergne (um 1900)

François-Marie-Benjamin Kardinal Richard de la Vergne (* 1. März 1819 in Nantes; † 28. Januar 1908 in Paris) war ein französischer römisch-katholischer Bischof. Von 1886 bis zu seinem Tod war er Erzbischof von Paris.

## Leben
Richard de la Vergne entstammte einer kleinadeligen Familie der Vendée. Sein Vater war ein wohlhabender Arzt. Die Familie hatte elf Kinder. Seinen Schulunterricht erhielt der Knabe von Privatlehrern. 1841 trat er ins renommierte Seminar Saint-Sulpice in Paris ein und absolvierte die philosophischen, theologischen und aszetischen Studien. Am 21. Dezember 1844 empfing er durch Erzbischof Denis Auguste Affre in der Kirche Saint-Sulpice die Priesterweihe. Anschließend arbeitete er im Bistum Nantes in der Pfarrseelsorge.
1846 wurde Richard zu einem dreijährigen Aufbaustudium nach Rom geschickt. Nach der Rückkehr wurde er Sekretär des Bischofs von Nantes Antoine Jacquemet und 1850 Generalvikar der Diözese. Dieses Amt bekleidete er bis zum Tod Jacquemets 1869.
Im Dezember 1871 erfolgte Richards Ernennung zum Bischof von Belley durch Papst Pius IX. Die Bischofsweihe empfing er am 11. Februar 1872 in der Kirche der Dames du Sacré-Cœur in Paris durch Erzbischof Joseph Hippolyte Guibert. Als Bischof von Belley leitete er den Prozess zur Seligsprechung des Pfarrers von Ars Jean-Marie Vianney ein.
1875 wurde Richard zum Koadjutor-Erzbischof von Paris und Titularerzbischof von Larissa in Thessalia ernannt. Nach dem Tod Erzbischof Guiberts im Juli 1886 wurde er dessen Nachfolger.
Im Konsistorium vom 24. Mai 1889 erhob Papst Leo XIII. Erzbischof Richard zum Kardinal mit der Titelkirche Santa Maria in Via. Als solcher nahm er am Konklave 1903 teil, das Pius X. wählte.
Politisch war Richards Amtszeit vom Konflikt zwischen Anhängern und Gegnern der Dritten Republik geprägt. Persönlich eher royalistisch gesinnt, folgte er dennoch der Linie der Entpolarisierung (Ralliement), die Leo XIII. der französischen Kirche mit seiner Enzyklika Au milieu des sollicitudes von 1892 vorgab. Alle Versuche, die Kluft zwischen religiös motivierter Reaktion und Laizismus zu überbrücken, schlugen jedoch fehl, und Richard musste erleben, dass trotz seiner wiederholten Proteste 1903 alle Ordensgemeinschaften in Frankreich verboten und 1905 das Gesetz zur Trennung von Kirche und Staat erlassen wurde. 1906 musste er aus dem erzbischöflichen Palais in Paris ausziehen.
In der Theologie verschärfte sich während Richards Amtszeit der Modernismusstreit um die historisch-kritische Methode in der Bibelauslegung und deren Konsequenzen für die kirchliche Lehre. Alfred Loisy, der führende französische „Modernist“, der deswegen mehrere Male bei Kardinal Richard erscheinen musste, erlebte ihn als eine Persönlichkeit von „granitenem Glauben“, unberührt von jedem Zweifel, ablehnend gegenüber jedem persönlichen Gedanken, der über die Formeln der tradierten Lehre hinausging, aber auch als gütig und um Gerechtigkeit bemüht. 1896 nahm Richard de la Vergne am Begräbnis des Antisemiten Marquis de Morès, eines Freundes Édouard Drumonts, teil.
François-Marie-Benjamin Richard de la Vergne starb fast 89-jährig im Januar 1908. Er wurde in der Kathedrale Notre-Dame de Paris aufgebahrt und in ihr beigesetzt. 1925 wurden seine sterblichen Überreste in die Krypta der Basilika Sacré-Cœur de Montmartre überführt, für deren Vollendung er sich energisch eingesetzt hatte.